# Rotjoch
Rotjoch, geboren als Angelo Diop (Amsterdam, 13 september 1981), is een Nederlands presentator en producer. Hij is de bedenker en presentator van het hiphop-programma 101Barz, een multimediakanaal van BNN. Van 2010 tot 2014 was hij eigenaar van het platenlabel Mucho Dinero. Van 2014 tot 2016 maakte hij de korte film Cirkels voor en over Amsterdamse veelplegers.

## Biografie
Diop groeide op in de Amsterdamse Bijlmer. Hij heeft een Senegalese vader die vaak vastzat en een Nederlands-Hongaarse moeder die er alleen voor stond. Zijn artiestennaam Rotjoch ontstond nadat zijn moeder hem een keer een standje gaf. Op zijn achtste verhuisde hij naar Holendrecht. Hier konden ze Yo! MTV Raps ontvangen.
Toen hij dertien jaar was, begon hijzelf met rappen en het schrijven van nummers, en werd hij lid van een crew. Ook traden ze op in lokale kroegjes en verkochten ze hun cd's op straat. Zijn moeder liet hem een oproep zien, dat er zes jongeren werden gezocht om een digitaal televisiekanaal voor BNN op te zetten. Hij solliciteerde met een eigen gemaakt filmpje over het leven in de Bijlmer en wist daarmee de andere 800 sollicitanten te passeren.
Hij kon zich niettemin moeilijk aanpassen bij BNN. Hij besloot het bij zichzelf te houden en een idee (Barz) voor te leggen waar hij al langer over had nagedacht. Toen dit hiphopconcept niet werd geaccepteerd, besloot hij het zonder budget verder te ontwikkelen. De eerste filmpjes werden niettemin via 101 TV uitgezonden en werden een groot succes, met duizenden meer views dan andere items. Dankzij dit succes had hij ook meteen de steun van BNN gewonnen. Binnen vijf jaar werkten zeven mensen aan de uitzending van 101 Barz en kwamen er maandelijks 700.000 unieke bezoekers naar de website. Sinds het begin presenteert hij het programma met zijn artiestennaam Rotjoch. Het is een hiphop-programma met ruimte voor sessies, presentaties van nieuwe nummers en interviews met rappers en MC's. Ook organiseert hij jaarlijks de talentenjacht The Next MC. In 2013 werd het programma genomineerd voor de Pop Pers Prijs. In 2015 was er reuring omdat het programma door de NPO opgeheven dreigde te worden, omdat de bezoekersaantallen terugliepen. Feitelijk waren die verplaatst naar het internet en anderhalve maand later bleek de dreiging van de baan te zijn.
Van 2010 tot 2014 had hij zijn eigen muzieklabel met de naam Mucho Dinero. Aan het label waren rappers verbonden als D-Double, DJ Drivah, de Hydroboyz, Kaascouse en Zohair Noriega. In 2014 maakte hij met de Hydroboyz en D-Double een tournee door Nederland.
Anderhalf jaar lang heeft hij gewerkt aan een korte film over draaideurcriminelen in Amsterdam, die ook wel de Top 600 worden genoemd. Dit filmwerk voerde hij uit onder zijn eigen naam. Deze opdracht kreeg hij van de gemeente en had tot doel om veelplegers na te laten denken over hun gedrag. Samen met een vriend, de regisseur Dwight Burnet,  schreef hij het script. Om zoveel mogelijk jongeren te bereiken werd niet gekozen voor een voorlichtingsfilm, maar voor een luchtige film met veel hiphop. De film werd in januari 2016 online gezet en heet Cirkels. In januari 2017 ontving hij de Pop Media Prijs voor 101Barz dat hij tien jaar geleden heeft opgezet. Hij kreeg de prijs tijdens Noorderslag in Groningen.

## Filmografie
Presentator
- 101Barz (2006-heden)
- URBNN (2007-08)
- StateTV (2008)
- The Next MC (2012-13)

Regisseur
- Cirkels (2016)

## Onderscheidingen
- 2017 - Pop Media Prijs, voor het opzetten van 101Barz[11]
- 2018 - Ridder in de Orde van Oranje-Nassau, voor zijn bijdrage aan de Nederlandse samenleving[12]

## Discografie
Gastoptredens
| Jaar | Titel | Album                          |
| ---- | --- | ------------------------------ |
| 2007 | Ik heb pang pang (met THC)                                                                                                 | THC - Puur & onversneden       |
| 2008 | Kleine meisjes worden groot (met THC)                                                                                      | Triple x mixtape               |
| 2008 | Breng et (met Rocks, Brace & Dret)                                                                                         | Rocks - Rocky 1                |
| 2008 | Ganja / jonko (met Rocks)                                                                                                  | Rocks - Rocky 1                |
| 2008 | Niet naar huis (met Rocks)                                                                                                 | Rocks - BN'er                  |
| 2009 | Big baller (met Metz & Rocks)                                                                                              | Metz - 't Allerergste komt nog |
| 2010 | Niet naar huis (remix) (met Rocks, Jayh, Big2, Mr. Menaze, Naffer, Badboy Taya, Lange Frans, Brainpower, Kempi en RB Djan) | THC - THC mixtape vol 2        |
| 2015 | We rollen door oranje (met Extince)                                                                                        | Extince - X                    |

Host
- Rocks - Rocky 1 mixtape (2008)
- Metz -  't Allerergste komt nog (2009) (intro en skits)
- Kempi - Mixtape 3.2 du evolutie van 'n nigga (2009)
- Appa & Sjaak - Wolf (2013) (nummer: 101Barbaarz met MocroManiac)

### Hitnoteringen

#### Albums
| Album | Verschijnen     | Label     | Hitlijsten | Hitlijsten | Hitlijsten | Hitlijsten | Opmerkingen |
| Album | Verschijnen     | Label     | BE (VL)    | BE (VL)    | NL         | NL         | Opmerkingen |
| Album | Verschijnen     | Label     | Piek       | Weken      | Piek       | Weken      | Opmerkingen |
| ----- | --------------- | --------- | ---------- | ---------- | ---------- | ---------- | ----------- |
| Float | 4 augustus 2022 | Top Notch | 27         | 7          | 2          | 14         | Studioalbum |

#### Nummers met een notering in een hitlijst
| Lied                                                                                     | Verschijnen     | Album | Hitlijsten   | Hitlijsten   | Opmerkingen |
| Lied                                                                                     | Verschijnen     | Album | NL (Top 100) | NL (Top 100) | Opmerkingen |
| Lied                                                                                     | Verschijnen     | Album | Piek         | Weken        | Opmerkingen |
| ---------------------------------------------------------------------------------------- | --------------- | ----- | ------------ | ------------ | ----------- |
| Appelsap 2017 (met MocroManiac, Eves Laurent, Jozo, LouiVos, SBMG, Pietju Bell en Kempi) | 28 juli 2017    | —     | 76           | 1            |             |
| Betalen voor dit (met Idaly, Kevin, Frenna en Dopebwoy)                                  | 4 maart 2022    | Float | 44           | 2            |             |
| Verdien model (met Mula B en KA)                                                         | 4 augustus 2022 | Float | 62           | 2            |             |
| Nacht op Ibiza (met Adje, Lil' Kleine en Hef)                                            | 4 augustus 2022 | Float | 99           | 1            |             |